# As-Sa’ika
As-Sa’ika, pełna nazwa Pionierzy Powszechnej Wojny Wyzwoleńczej lub Awangarda Ludowej Wojny Wyzwoleńczej (arab.: الصاعقة  - Burza lub Piorun) – palestyńska zbrojna organizacja o profilu panarabskim będąca jedną z frakcji OWP, założona w 1966 roku jako część syryjskiej partii Baas.

## Historia
Organizacja została utworzona we wrześniu 1966 z inicjatywy syryjskiego oddziału partii Baas. Jej powstanie miało związek z odmiennymi wizjami przyszłości Palestyny między przywódcami Al-Fatah a skrajnie lewicowym rządem syryjskim, jaki powstał po zamachu stanu w 1966. Przywódcy partii Baas na czele z Salahem Dżadidem uważali, że powinna ona stać się częścią państwa syryjskiego (w ostatecznej zaś perspektywie - wejść do wspólnego państwa wszystkich Arabów), podczas gdy przywódcy Al-Fatah byli zwolennikami utworzenia niepodległego państwa palestyńskiego. Drugą przyczyną, dla której liderzy partii Baas postanowili utworzyć odrębną zbrojną organizację palestyńską, były konflikty personalne wewnątrz syryjskiej elity władzy i rywalizacja między Salahem Dżadidem a ministrem obrony Hafizem al-Asadem, która uwidoczniła się niemal natychmiast po wspólnie przeprowadzonym przez nich zamachu stanu w lutym 1966. Hafiz al-Asad był natomiast w dobrych relacjach z przywódcą Al-Fatah Jasirem Arafatem.
As-Sa’ika pozostawała pod pełną kontrolą syryjskiego oddziału partii Baas, de facto pod osobistą kontrolą Salaha Dżadida (formalnie jedynie zastępcy przewodniczącego Przywództwa Regionalnego partii, faktycznie natomiast stojącego na jej czele). Jej członkowie byli zarazem członkami partii Baas. Program organizacji był wzorowany na koncepcjach baasistowskich, w szczególności odrzucał istnienie odrębnego narodu palestyńskiego, nakazując kierowanie się ideologią panarabską i uznając walkę Palestyńczyków jako część obrony ogólnego „interesu arabskiego”.
Działalność zbrojną rozpoczęła w 1968 roku, zaś w 1969, wobec narastania konfliktów w syryjskiej elicie władzy, została jeszcze rozbudowana. Na czele organizacji stali początkowo współpracownicy Dżadida, Mahmud al-Ma’ajita oraz Jusuf Zu’ajjin. Organizacja walczyła nie tylko z Izraelem, ale i była wykorzystywana przez Dżadida w walce o utrzymanie władzy w Syrii. Walka ta zakończyła się jednak niepowodzeniem; w listopadzie 1970 Hafiz al-Asad drogą kolejnego przewrotu sam przejął dyktatorską władzę w państwie. W ramach utrwalania władzy al-Asad wymienił kierownictwo as-Sa’iki, umieszczając w nim lojalne wobec siebie osoby. Wyłączył również organizację ze struktur partyjnych, podporządkowując ją armii syryjskiej, a ponadto nakazał jej komórkom działającym w Jordanii wycofanie się. Sekretarzem generalnym organizacji został w tych okolicznościach w czerwcu 1971 Zuhajr Muhsin, natomiast jego bratu Madżidowi powierzono kierowanie działalności grupy w Libanie. Gdy Zuhajr Muhsin został zamordowany w Cannes w 1979, na stanowisku zastąpił go Isam al-Kadi
Do połowy lat 70. była to druga co do znaczenia palestyńska organizacja zbrojna działająca w ramach OWP, ustępując jedynie Al-Fatahowi. Miała na to wpływ znaczna liczba bojowników, jak i stałe poparcie uzyskiwane z Syrii. As-Sa’ika szczególnie aktywnie uczestniczyła w libańskiej wojnie domowej, walcząc przeciwko milicjom chrześcijańskim, a później także innym frakcjom palestyńskim („wojna o obozy”), wspólnie z interweniującą w Libanie armią syryjską. Za taką postawę organizacja została w czerwcu 1976 wykluczona z Organizacji Wyzwolenia Palestyny, lecz decyzję tę anulowano już w grudniu tego samego roku, pod naciskiem Syrii. W lutym 1979 as-Sa’ika była podejrzewana o zorganizowanie zamachu bombowego w hotelu Sheraton w Kairze.
W latach 80. XX wieku formacja gwałtownie straciła poparcie wśród Palestyńczyków. Nigdy nie przestała być popierana przez rząd syryjski, jednak nie pozwoliło jej to na odbudowę dawnego znaczenia. Posiada nadal dwa miejsca w Radzie Głównej OWP, które nie są obsadzane, zaś od lat 90. XX wieku nie przeprowadziła żadnej znanej operacji zbrojnej. As-Sa’ika protestowała przeciwko porozumieniom z Oslo. W 2000 roku grupa weszła w skład koalicji Palestyńskie Siły Narodowe i Islamskie. Do śmierci w 2006 organizacją kierował Isam al-Kadi, zastąpiony przez Farhana Abu al-Haję.
Po wybuchu wojny domowej w Syrii As-Sa’ika brała udział w represjonowaniu zwolenników opozycji przeciwko Baszszarowi al-Asadowi. W maju 2014 roku w libańskim obozie dla uchodźców palestyńskich Ain al-Hilweh doszło do starć pomiędzy palestyńskimi baasistami a sunnickimi fundamentalistami z Fatah al-Islam, w potyczkach rannych zostało kilka osób, a miejscowe biuro as-Sa’iki ostrzelano.
Terrorystyczna jednostka organizacji (odpowiedzialna m.in. za atak na ambasadę egipską w Ankarze w lipcu 1979 roku) nosiła nazwę Nusur ath-Thawrah (Orły Rewolucji Palestyńskiej). Organem prasowym grupy jest „al-Tali'a" (Awangarda).
Z as-Sa’iką konkurowała inna grupa baasistowska, Arabski Front Wyzwolenia założony w 1969 roku jako sekcja irackiej partii Baas.